# Гусевка (Башкортостан)
Гу́севка (баш. Гусевка) — село в Салаватском районе Республики Башкортостан Российской Федерации. Входит в состав Малоязовского сельсовета.

## География
Село находится на берегу реки Илек (приток реки Юрюзань).

### Географическое положение
Расстояние до:
- районного центра (Малояз): 8 км,
- центра сельсовета (Татарский Малояз): 5 км,
- ближайшей ж/д станции (Кропачёво): 37 км.

## Население
| 2002 | 2009 | 2010 |
| ---- | ---- | ---- |
| 232  | ↗249 | ↘199 |

### Национальный состав
Согласно переписи 2002 года, преобладающая национальность — русские (96 %).

## Достопримечательности
В селе расположен православный храм Илии Пророка.